# بابی تامسون
بابی تامسون (به انگلیسی: Bobby Thomson) بازیکن فوتبال زادهٔ ۵ دسامبر ۱۹۴۳ اهل کشور انگلستان بود که سابقهٔ بازی در تیم ملی فوتبال انگلستان را در کارنامهٔ خود دارد. وی در تاریخ ۲۰ نوامبر ۱۹۶۳ نخستین بازی ملی خود را در مقابل تیم ملی فوتبال ایرلند شمالی انجام داد و با حضور در ۸ بازی ملی، در تاریخ ۹ دسامبر ۱۹۶۴ واپسین بازی ملی‌اش را در برابر تیم ملی فوتبال هلند برگزار کرد.